# Branderup (plaats)
Branderup is een plaats in de Deense regio Zuid-Denemarken, gemeente Tønder, en telt 302 inwoners (2007).